# Adaina propria
Adaina propria là một loài bướm đêm thuộc họ Pterophoridae. Nó được tìm thấy ở Mozambique.